# 간지 (시칠리아)

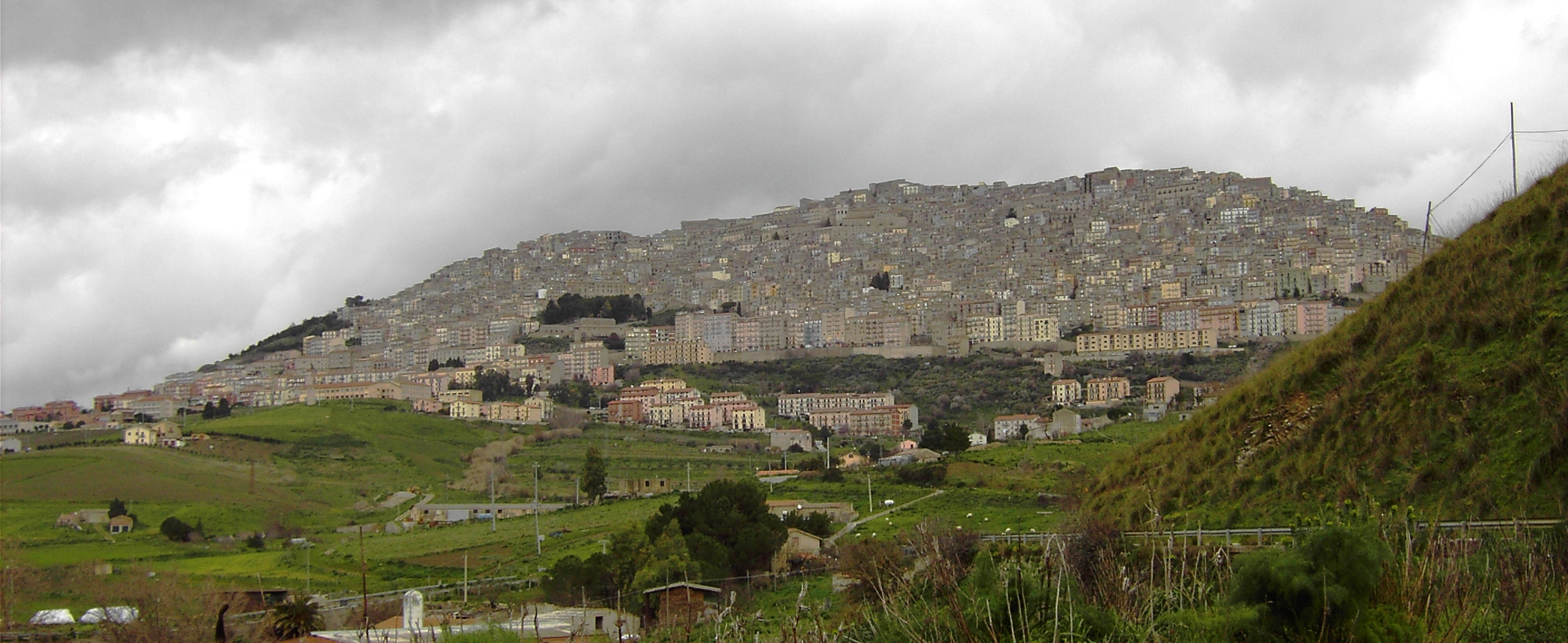
간지

간지(이탈리아어: Gangi)는 이탈리아 시칠리아주 팔레르모현에 있는 코무네(기초자치단체)이다. 이탈리아에서 가장 아름다운 마을들 소속 마을이다.